# Триґорт
Триґорт (пол. Trygort, нім. Thiergarten) — село в Польщі, у гміні Венґожево Венґожевського повіту Вармінсько-Мазурського воєводства.
Населення — 341 особа (2011).
У 1975-1998 роках село належало до Сувальського воєводства.

## Демографія
Демографічна структура станом на 31 березня 2011 року:
|          | Загалом | Допрацездатний вік | Працездатний вік | Постпрацездатний вік |
| -------- | ------- | ------------------ | ---------------- | -------------------- |
| Чоловіки | 165     | 33                 | 115              | 17                   |
| Жінки    | 176     | 37                 | 103              | 36                   |
| Разом    | 341     | 70                 | 218              | 53                   |